# Evan Lorne
Evan Lorne es personaje ficticio de las series de ciencia ficción Stargate SG-1 y Stargate Atlantis. Es interpretado por el actor Kavan Smith.

## Datos personales
La madre de Lorne era profesora de artes. Él pintaba junto a ella durante los fines de semana. Dejó de pintar durante el entrenamiento en la academia y al menos los primeros 2 años de servicio, pero de a poco comenzó a retomarlo, e incluso llegó a pintar una extremadamente detallada y colorida vista del horizonte de Atlantis. Una vez hablando con Teyla, Lorne le comento que posee además una hermana, que tiene 2 hijos varones de 7 y 5 años respectivamente.

## Historia

### Stargate SG-1: Primera aparición
El Mayor Lorne aparece por primera vez en la 7ª temporada de Stargate SG-1, durante el episodio "Enemy Mine", donde sirve en el SG-11 bajo el mando del Coronel Edwards, mientras están en un puesto de extracción de naquadah ubicado en P3X-403.

### Stargate Atlantis
Kavan Smith fue a la audición de Stargate Atlantis, esperando traer de vuelta a Lorne, incluso si la audición era para otro, pero similar, personaje militar. Finalmente, los productores decidieron que regresar al personaje era buena idea, y se mostraron abiertos a que Smith recreara su carácter.
Fue así como, al iniciar la 2ª temporada de Stargate Atlantis, Lorne reaparece como parte del nuevo personal enviado por el Dédalo luego del sitio de Atlantis. Durante su primera aparición oficial, estuvo a cargo de una investigación en el planeta P3M-736, donde luego él y un biólogo hallan el cuerpo de un Espectro. Al descubrirse que Aiden Ford fue el responsable, Lorne se une a su cacería.
Lorne ha piloteado Brincadores en varios capítulos, pero aún no se sabe con exactitud si posee el Gen ATA de forma natural, o si lo recibió mediante la terapia genética del Dr. Beckett. En un episodio, junto al Dr. Mckay pilotea un Brincador dentro del rango de 2 Colmenas para contactar con el Coronel Sheppard, pero no lo logran.
En varias ocasiones el Mayor Lorne es visto como el segundo oficial de más alto rango en Atlantis, luego del propio Coronel Sheppard, si bien es más de unas oportunidad se ha visto la presencia de al menos otros Mayores en la base.
Lorne fue uno de los varios miembros de la Expedición Atlantis, de los cuales los Replicadores tomaron forma. Él era uno de los líderes, junto a la Dra. Keller y Zelenka, de una facción de Replicantes Asurans que como Niam, deseaban ascender, pero que Oberoth decidió destruir.
En el episodio "The Last Man", Lorne es visto en un futuro alternativo como el General al mando del Comando Stargate. 
Luego de que el Coronel Sheppard regresara de su viaje al futuro, Lorne junto a sus hombres, lo acompañan, al mundo donde se supone Michael llevaría a Teyla para que diera a luz. Sin embargo, Michael aún no llegaba al lugar, y más encima, accidentalmente activaron mecanismo de seguridad que hizo que el edificio donde estaban, colapsará, quedando atrapados bajo los escombros. Lorne se rompió una pierna producto de esto, pero fue sacado a tiempo por el equipo de rescate conducido por la Coronel Carter, y llevado a un Brinca charcos.

### Realidad Alterna: El SG-1
En la 10.ª temporada de Stargate SG-1, durante el episodio "The Road Not Taken", la Coronel Carter viaja accidentalmente a una realidad alternativa, se encuentra con que allí, Lorne tiene el rango de Coronel y es el líder del SG-1, bajo el comando del General Hammond.